# Calamus, Wisconsin
Calamus là một thị trấn thuộc quận Dodge, tiểu bang Wisconsin, Hoa Kỳ. Năm 2010, dân số của thị trấn này là 996 người.